# Urban Yman
Per Erik Urban Yman, född 21 februari 1939 i Helsingborg, död 10 juli 2020 i Rimbo, var en svensk proggmusiker (bas och fiol), som medverkade i grupperna Pärson Sound, Orkestern utan minne, International Harvester, Träd, Gräs och Stenar och Blå Tåget.

## Filmografi
Musik
- 1960 – Tills elden släcks
- 1980 – En dag i Stockholm

Roll
- 1989 – Kvinnorna på taket

### Fotnoter
1. ↑  Discogs, Discogs artist-ID: 516161, läst: 9 oktober 2017.[källa från Wikidata]
2. ↑  Fonus minnessidor
3. ↑  ”Urban Yman”. Svensk Filmdatabas. http://www.sfi.se/sv/svensk-filmdatabas/Item/?type=PERSON&itemid=172232. Läst 22 maj 2013.